# Stedesand
Stedesand est une municipalité allemande située dans le land du Schleswig-Holstein et dans l'arrondissement de Frise-du-Nord.

## Personnalités liées à la ville
- Hans Peter Feddersen (1848-1941), peintre né à Westerschnatebüll.
- Jens Carsten Jantzen (1948-), mathématicien né à Störtewerkerkoog.